# Zoophthora obtusa
Zoophthora obtusa är en svampart som beskrevs av Balazy 1993. Zoophthora obtusa ingår i släktet Zoophthora och familjen Entomophthoraceae.   Inga underarter finns listade i Catalogue of Life.